# リキッド・スカイ
『リキッド・スカイ』（Liquid Sky）は、1982年に製作されたアメリカのSF映画。モントリオール世界映画祭で特別審査員賞を受賞した。

## あらすじ
ニューヨークに現れた小さなUFOが、ファッションモデルのマーガレットの体を支配し、セックスしたパートナー達の脳内に分泌された快楽物質を吸い取っていく。

## キャスト
- マーガレット／ジミー（2役） - アン・カーライル
- エイドリアン - ポーラ・E・シェパード
- ジョアン - オットー・フォン・ワルネル
- シルヴィア - スーザン・デューカス

## 評価
- まさに驚異だ。鮮烈な映像と色彩感覚。そのオリジナリティに観客は魅せられるに違いない。『ニューヨーク・タイムズ』
- 豊かな内容と新機軸。本年最大の収穫。『ワシントン・ポスト』
- ニューヨークが映像の中で、これほど巧みに捉えられたことがあっただろうか。『ウォール・ストリート・ジャーナル』
- 映像はまさに衝撃。登場人物はカラフルな悪漢たちのオンパレード。工夫と新機軸に満ちている。『バラエティ』
- 新たなカルトムービー誕生。この大ヒット作に映画通たちは早くも長い行列を作っている。『USAトゥデイ』
- アメリカのサイト「Flavorwire」が発表した「史上最高のミッドナイトムービー50本」に選出された[1]。